# Корнилов, Пётр Григорьевич
Пётр Григо́рьевич Корни́лов (9 апреля 1924, Верхний Азъял, Волжский район, Марий Эл — 21 декабря 1982, Йошкар-Ола) — марийский советский писатель, журналист, общественно-политический деятель. Член Союза журналистов СССР. Заслуженный работник культуры РСФСР (1968).

## Биография
Родился в крестьянской семье. В 1940 году окончил рабфак Марийского педагогического института. Работал учителем в сельской школе.
В 1942 году был призван в Красную армию, с 1943 года находился на действующем фронте: был командиром миномётного расчёта и отделения разведки, от старшего сержанта до капитана.
После демобилизации стал первым секретарем Сотнурского райкома комсомола. Проходил обучение в Горьковской партийной школе.
В 1950—1954 годах работал вторым секретарем Марийского обкома ВЛКСМ, заочно учился в МГПИ им. Н. К. Крупской, который окончил в 1956 году.
В 1955 году П. Корнилов был назначен на должность редактора газеты «Молодой коммунист», коллектив которой он возглавлял 5 лет.
Затем его направили в Высшую партийную школу при ЦК КПСС, которую он окончил с отличием.
С 1967 по 1977 годы возглавлял республиканскую газету «Марий коммуна». Как редактор он пользовался большим авторитетом среди коллег. При его руководстве редакцией газеты много внимания уделялось публикациям художественных произведений марийских авторов.
Неоднократно входил в состав Марийского обкома КПСС, был депутатом Верховного Совета Марийской АССР (1967—1980), заместителем председателя Президиума Верховного Совета Марийской АССР.
После работы в редакции газеты «Марий коммуна» был литературным сотрудником сатирического журнала «Пачемыш».

## Литературная деятельность
Писал начал в 1950-е годы.
С 1958 года стал публиковать очерки и рассказы на страницах республиканских газет и журнала «Ончыко». Некоторые публицистические материалы публиковал в центральной периодике. Первая повесть «Лыжга мардеж» («Нежный ветер») была опубликована в журнале «Ончыко» в 1959 году.
Издал несколько книг прозы. Подготовил к публикации незавершённую повесть И. Васильева «Илыше чодыра» («Живой лес»), которая впоследствии была выпущена Марийским книжным издательством.

## Основные произведения
Список произведений П. Корнилова на марийском языке и в переводе на русский язык, а также литература о его жизни и творчестве:

### На марийском языке
- Лыжга мардеж: повесть // Ончыко. 1959. № 2. С. 22—50; № 3. С. 30—63.
- Полмезе ӱдыр: ойлымаш // Ончыко. 1959. № 6. С. 45—53.
- Карточка: ойлымаш // Ончыко. 1961. № 3. С. 41—50.
- Родо: ойлымаш // Марий коммуна. 1965. 12 августа.
- Намыс: ойлымаш // Марий коммуна. 1971. 10—12 сентября.
- Мӱй олык: повесть (Медовый луг). Йошкар-Ола, 1974. 192 с.
- Савырыме кумыл: повесть да ойлымаш-влак (От всей души: повесть и рассказы). Йошкар-Ола, 1977. 264 с.
- Эльчывий ер: ойлымаш // Марий коммуна. 1977. 24—26 марта.
- Йӱштӧ памаш: повесть. 1-ше ужаш // Ончыко. 1979. № 2. С. 7—61.
- Илыше чодыра: повесть (Живой лес) / И. Васильев, П. Корнилов. Йошкар-Ола, 1980. 128 с.
- Йӱштӧ памаш: повесть. 2-шо ужаш // Ончыко. 1982. № 1. С. 4—48.
- Олма там: повесть да ойлымаш-влак (Вкус яблока: повесть и рассказы). Йошкар-Ола, 1984. 192 с.

### В переводе на русский язык
- Дед Кузьма и Начи: фрагмент из повести / пер. И. Законова // Юмор мари. Йошкар-Ола, 1979. С. 281—286.

## Память

Мемориальная доска марийскому писателю и журналисту Петру Григорьевичу Корнилову на доме № 19 по Ленинскому проспекту города Йошкар-Олы